# Bailu, Yunnan
För andra betydelser, se Bailu (olika betydelser).
Bailu (kinesiska: 白路, 白路镇) är en köping i Kina. Den ligger i provinsen Yunnan, i den sydvästra delen av landet, omkring 91 kilometer nordväst om provinshuvudstaden Kunming.
Genomsnittlig årsnederbörd är 921 millimeter. Den regnigaste månaden är juli, med i genomsnitt 214 mm nederbörd, och den torraste är januari, med 7 mm nederbörd.